# كريك (غوغر)
كریك (بالفارسية: کریک) هي قرية تقع في إيران في قسم غوغر الريفي.